# Калидаса
Калида́са (कालिदास, IAST: Kālidāsa; буквально «Слуга богини Кали») — драматург и поэт древней Индии, писавший на санскрите. Созданные Калидасой произведения символизируют расцвет классической индийской культуры. Драма Калидасы «Шакунтала» стала одним из первых произведений восточной литературы, переведённым на европейские языки и познакомившим Европу с литературой Востока.

## Время жизни и творчества
Время и обстоятельства жизни Калидасы неизвестны. Не сохранилось ни одного документа той эпохи, касающегося поэта. Также отсутствуют упоминания о нём современников и потомков. Известны народные легенды о нём, однако информации, содержащейся в них, доверять невозможно. Единственным способом сделать какие-либо предположения о жизни Калидасы является историографический анализ его произведений, его языка и персонажей. Никаких фактических сведений об авторе его произведения не содержат. Сложность состоит также в том, что в целом существует очень мало исторических документов об Индии той эпохи, количество легенд намного превосходит количество достоверной информации.
Самый ранний период, к которому относили жизнь Калидасы, — VIII век до н. э. Ипполит Фош (фр. Hippolyte Fauche) выдвинул предположение, что поэт жил во времена правления Агниварны из Солнечной династии. Именно этим правителем заканчивается «Рагхувамша» Калидасы, посвящённая истории царей этой династии. С другой стороны, народные сказания связывают жизнь Калидасы с эпохой правления царя Бходжи Парамары, владетеля Малавы, правившего в Дхаре и Удджайни, около 1040—1090 гг. Существует даже апокрифическое (позднее) произведение индийской литературы, в котором изображается жизнь Калидасы при названном дворе. Эти крайние рамки (VIII век до н. э. — XI век н. э.) в настоящее время сужены до более точных.
Драмы и другие произведения Калидасы не содержат в себе никаких прямых указаний на время их сочинения. Упоминание о греческих невольницах свидетельствует о сравнительно позднем времени, а формы пракрита в речах некоторых действующих лиц указывают на большое хронологическое расстояние, отделяющее их от языка надписей царя Ашоки, или Пиядаси. Сомнительно, однако, чтобы Калидаса жил в XI веке, так как произведения других писателей этого века явно свидетельствуют о литературном упадке, тогда как драмы Калидасы представляют собой кульминационный пункт индийской поэзии.
Более точный диапазон основан на следующих предположениях. В пьесе «Малавика и Агнимитра» одним из главных героев является царь Агнимитра. Очевидно, Калидаса мог создать пьесу о его личной жизни только спустя какое-то время. Поскольку время правления царя известно (149—141 год до н. э.), это даёт нижнюю границу жизни Калидасы не ранее II века до н. э. Верхняя граница определяется из датировки Айхольской надписи (англ. Aihole inscriptions) — 634 год. Исходя из того, что в ней говорится о Калидасе как о классике поэзии, верхней границей можно принять VI век.

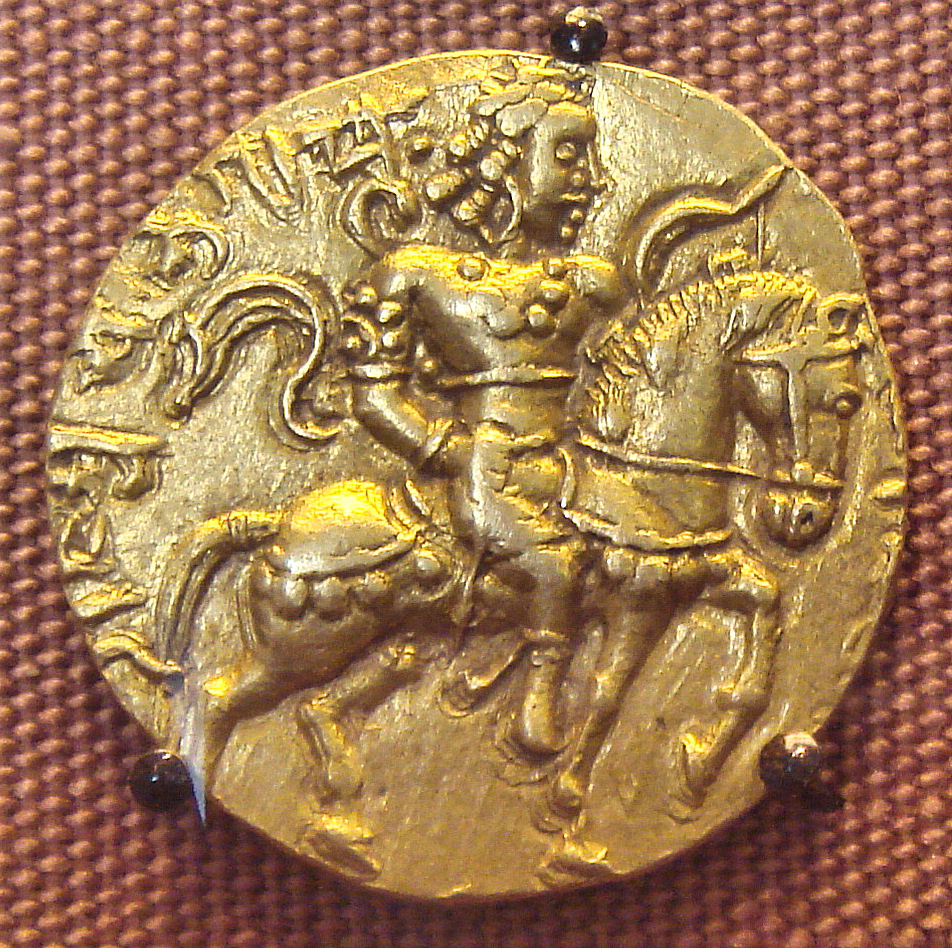
Чандрагупта II (монета из собрания Британского музея). Вероятно, во времена его правления жил и творил Калидаса.

Существует индийское стихотворное изречение, помещающее Калидасу при дворе царя Викрамы или Викрамадитьи в Удджайни, вместе с прочими «девятью перлами» его двора — девятью знаменитыми писателями и учёными. По распространённой версии это время относилось к I веку до н. э. Однако эта версия опровергается учёными: мало того, что эти девять знаменитостей, как оказалось, жили в разное время, сама личность царя Викрамадитьи вызывает сомнения, так как здесь скорее всего имеется в виду не имя, а титул «Викрамадитьи», а этот титул носил не один царь Древней Индии. Согласно гипотезе, имеющей в данное время наибольшую поддержку, Викрамадитьей был царь Чандрагупта II, правивший в 380—413 году. При нём империя Гуптов достигла своего расцвета, что в большинстве случаев означает и расцвет искусств. Именно Чандрагупта II и мог быть тем покровителем поэта, о котором повествует средневековая индийская традиция.
Отнесение Калидасы к I веку до н. э. вызывает сомнения и потому, что тогда было бы вправе ожидать большой разницы в культурно-историческом отношении, между его драмами и произведениями другого индийского драматурга — Бхавабхути, принадлежность которого к VIII веку установлена довольно прочно. Между тем, содержание тех и других указывает на их сравнительную близость по времени возникновения. Голландский санскритист Керн, основываясь на астрологических данных, имеющихся в сочинениях предполагаемого современника Калидасы — астронома Варахамихиры, относит последнего к первой половине VI века. В применении к Калидасе это предположение хорошо гармонирует с указанным уже фактом близости Калидасы и Бхавабхути.
Южные буддисты также категорически относят Калидасу к VI в. К VI в. относит Калидасу и Фергюсон, известный своими работами в области индийской хронологии; но в последнее время соображения Фергюсона относительно эры царя Викрамы сильно поколеблены. Якоби, основываясь на астрологических данных, в поэмах, приписываемых Калидасе, приходит к заключению, что их автор не мог жить раньше 350 года.
Таким образом, хотя индийская традиция относит жизнь Калидасы к I в. до н. э., но общий характер его творчества и в частности его поэтическая техника, обнаруживаемое им знакомство с данными греческой астрономии IV в. и ряд других черт заставляют европейских исследователей отнести его к IV—V вв. н. э. — ко времени династии Гупта, цари которой носили титул Викрамадитьи.
Индийский литературовед Д. Ш. Упадхьяйн, один из крупнейших индийских исследователей творчества Калидасы, проведя обширнейшие исследования, называет почти точные даты жизни Калидасы — 365—445 года.

## Происхождение и личность
Легендарная биография Калидасы превращает его в бедного невежественного пастуха, женившегося на принцессе, получившего мудрость и поэтический дар от умилостивленной им богини Кали (откуда его имя «раб Кали») и погибшего от зависти придворных; здесь — обычная в средневековых биографиях Запада и Востока циклизация сказочных «бродячих сюжетов» вокруг известной личности. В других сказаниях о Калидасе, например в многочисленных анекдотах о его поэтических победах над невежественными брахманами и кичливыми придворными поэтами, нашла себе выражение высокая оценка его литературного наследства.
Место происхождения Калидасы неизвестно. Среди прочих часто называются Удджайн, Бенарес, Дхар. Некоторые легенды рассказывают о том, что Калидаса родом из Бенгалии, другие говорят о Цейлоне или Кашмире. Д. Ш. Упадхьяйя утверждает, что Калидаса уроженец Кашмира.
Также согласно некоторым легендам Калидаса принадлежал к варне брахманов. В этом есть определённый смысл, так как брахманы были весьма образованы, и из их сословия действительно вышло множество известных учёных и деятелей культуры. Сказочные истории о пастушестве Калидасы и его женитьбе на прекрасной принцессе скорее всего являются народной мифологизацией жизни известного поэта, хотя не исключено, что ему всё же пришлось самому пробиваться наверх, чтобы в итоге быть причисляемым к образованнейшим людям своего времени.
Требования к поэту в эпоху Калидасы были весьма высоки. Помимо собственно литературы и теории языка, а также прочих видов искусств (танец, пантомима, музыка), поэт обязан был знать логику, теорию военного дела, основы государства, философские учения, астрономию и, весьма важную в индийской культуре, науку о любви.

## Творчество
Творчество Калидасы относят к вершинам классической санскритской поэзии. От прочих художников Калидасу выделяет мастерство стиля и свобода творческого полета, что позволяло ему отражать в своих произведениях сложность человеческой натуры во всём её богатстве. Ювелирность в описании душевных порывов соединялась с масштабностью видения своей эпохи в целом. Благодаря этому персонажи в произведениях Калидасы предстают не только яркими своеобразными личностями, но и характеризуют дух индийского народа (англ. Indian people) в его неразрывной связи с культурой и природой страны.
Калидаса не был изобретателем каких-либо новых приёмов в творчестве, набор используемых им средств традиционен и основан на канонах, которые сложились ещё в начале классической эпохи, когда в индийской литературе стали зарождаться светские жанры. Однако присущая Калидасе индивидуальность настолько сильна, что его поэзия богата красками как никакая другая из его эпохи.
Именно эта яркость и красочность обусловила тот интерес, что возгорелся в литературной Европе к «Шакунтале» после её перевода на английский. Если богатства античной и древнееврейской словесности уже были хорошо известны, то открывающиеся сокровища индийской литературы ещё только предстояло осознать. Духовные ценности Индии, не уступающие по своей значимости ценностям Древней Греции и Рима, а по сложности внутренней структуры иногда и превосходящие их, открылись через творчество Калидасы европейской культуре в своей ни с чем не сравнимой самобытности.
Калидасе приписывается много произведений иногда совсем различного характера и достоинства. Это обстоятельство находится, очевидно, в связи с существованием нескольких писателей этого имени, и теперь употребительного среди индусов. Из всех этих произведений европейская научная критика признает несомненно принадлежащими Калидасе только три драмы:
«Шакунтала», «Викраморваши», «Малавика и Агнимитра», и три больших поэмы: две эпические, «Рагхувамша» и «Кумарасамбхава», и одна лирическая — «Мегхадута».

### Эпоха

Империя Гуптов

Жизнь и творчество Калидасы пришлись на «золотой век» древнеиндийской классической культуры. Империя Гуптов достигает своего могущества, объединив в единое целое прежде раздробленные области. На некоторое время обеспечивается защита от иноземных вторжений и, тем самым, экономика и культура получают возможности для развития. Эпоха Гуптов символизирует переход к феодальному строю, прохождение коренных изменений в обществе.
Характерной особенностью индийской культуры в целом является её консерватизм. Новые тенденции не производят революционных изменений, они встраиваются в существующие представления, живут параллельно с ними. Древние воззрения могут существовать сколь угодно долго, не исчезая со временем, что образует ту сложность и своеобразность индийской культуры, которой она известна.
В эпоху Гуптов происходит некоторое ослабление сословного строя Индии, её переход к кастовой системе. И хотя в литературе той поры иерархия варн отражается с беспрекословной почтительностью, некоторое освобождение от догм древнейших времён позволяет осуществиться самым прекрасным творческим проявлениям индийского народа.
Другой особенностью индийской культуры того времени, как, впрочем, и других эпох, является её глубочайшая связь с религией. Религия выходила на передний план везде: в быту, в государственном устройстве, в общественных отношениях. Культура Индии пронизана мифологией также сильно, как её общественный строй структурирован кастовым разделением. Огромные массы населения, живущие практически в условиях первобытно-общинного строя, служили постоянным источником архаичного мировоззрения, и на какую бы высокую ступень развития не поднималась элита, она не могла оторваться от этих корней. В эпоху Калидасы происходит формирование индуизма, пришедшего на смену брахманизму. Индуизм усваивает народные верования, трансформирует старинные культы, разрушает закупоренный мир брахманизма, стремящийся сохранить себя неприкосновенным от низших влияний.
Одним из важнейших мотивов, пришедшим в индуизм из древности, является мотив аскетизма. Распространённый в литературе того времени, он рассказывает о приобретении могущественной мистической силы теми, кто встал на путь умерщвления плоти. Боги посылают к таким праведникам для соблазнения прекрасных дев, — это становится одним из популярнейших мотивов классической санскритской литературы. Аскетизм и эротизм, легко уживаясь вместе в индийском мировоззрении, получают широкое распространение.
Также к числу получивших развитие идей в религии и, соответственно, и в искусстве, относятся концепция «бхакти» (любовь к Богу, как путь обретения блаженства), цикличности вселенной и кармы. В произведениях Калидасы уже присутствует конец мира по завершении калпы, однако идее о постоянно повторяющихся рождениях и смертях ещё предстояло полноценное развитие в будущем.
Являясь вершиной «золотого века» классической индийской литературы, творчество Калидасы одновременно было и его завершением. Империи Гуптов не суждено было просуществовать долго. Набеги воинственных племён и внутренние противоречия привели к её достаточно быстрому закату, после чего в Индии наступают мрачные времена феодальной раздробленности, войн и завоеваний страны иноземцами. Всё это в полной мере находит отражение в литературе — после Калидасы в санскрите прослеживаются следы упадка, и ей уже никогда не будет суждено занять прежних высот. На смену санскритской литературе придёт литература на новых языках.

### Предпосылки творчества

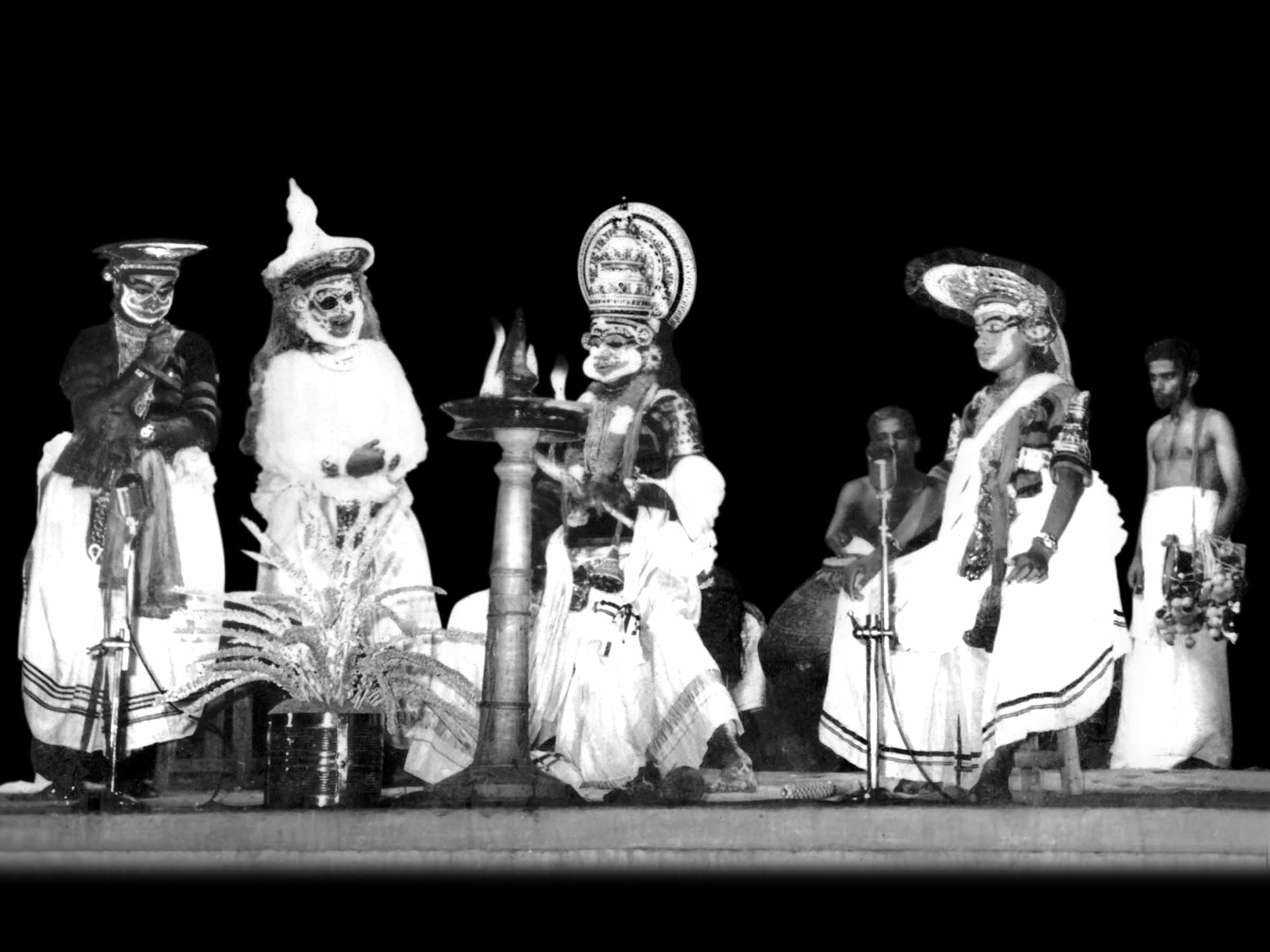
Постановка пьесы Бхасы «Abhiṣeka Nataka» в исполнении и её труппы (1962 год, Ченнаи).

В период творчества Калидасы литература становится более светской. Монументальные эпические произведения прошлого уступают место произведениям более приближенным к реальной жизни. Их авторы уже не анонимны, как ранее. Сама литература становится предметом рассмотрения и изучения. Символом возрождения творческих сил народа становится развитие жанра драмы, что возможно только в цивилизации, стоящей на высокой ступени исторического прогресса. Драматический жанр рождается из обрядовых традиций народа, из популярных в Индии публичных чтений эпосов. Ко времени жизни Калидасы драматическое искусство достигает серьёзной стадии роста, классический театр Индии развился ещё в середине I тысячелетия до нашей эры, и поэт мог опираться на богатый опыт предшественников. Предположительно, Калидаса мог быть знаком с «Натьяшастрой» — древнейшим трактатом по театральному искусству. Близко ко времени жизни Калидасы творил и Бхамаха, первый индийский теоретик литературы, известный своим трактатом «Кавьяланкара» (Kāvyālaṅkāra).
О непосредственном влиянии на творчество Калидасы какого-либо писателя Индии говорить очень сложно в связи со сложностью определения времени его жизни и творчества. Определённое влияние оказала «Рамаяна», чьё авторство приписывается Вальмики, и её следы проявляются в творениях мастера, однако она была создана на столетия ранее. Во вступлении к «Малавике и Агнимитре» Калидаса упоминает как своих предшественников Бхасу, Кавипутру и Саумиллу, однако об их жизни и творчестве практически ничего неизвестно.
Пожалуй, единственным поэтом, писавшем на санскрите и жившем в период времени близкий ко времени творчества Калидасы, может считаться Ашвагхоша, автор эпической поэмы о Будде Жизнь Будды (англ. Buddhacarita). В творчестве Ашвагхоша язык и стиль классической санскритской поэзии уже вполне сформированы. К прочим произведениям, с которым, предположительно, мог быть знаком Калидаса, можно отнести следующие: «Панчатантра», приписываемая Вишнушарману (англ. Vishnu Sharma), «Джатакамала» («Гирлянда джатак») Арьяшуры (Āryaśūra), проза Ваттсьяны, автора знаменитой «Камасутры».

### «Шакунтала»

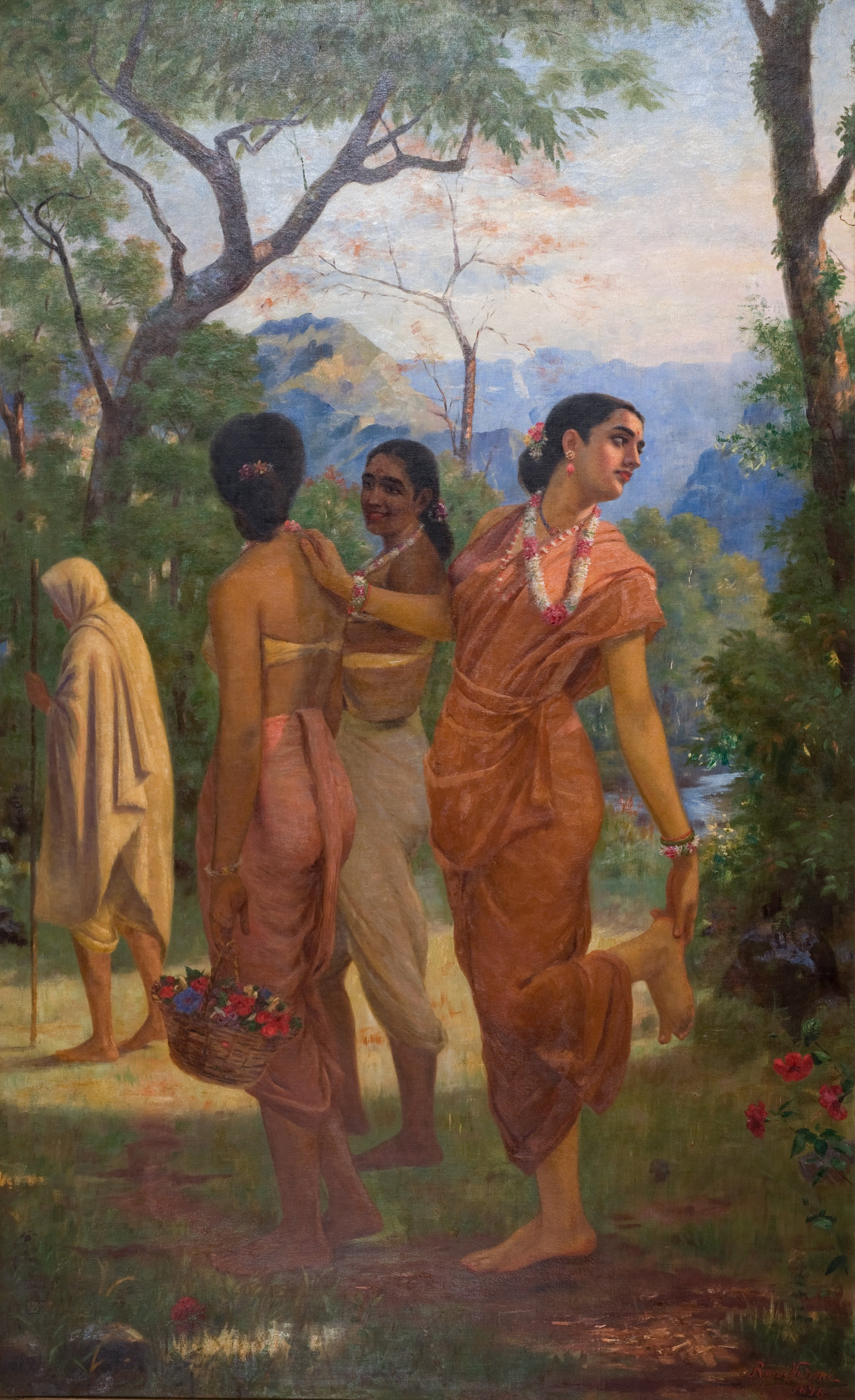
Обернувшаяся Шакунтала, художник Рави Варма

Калидаса-драматург выше Калидасы-эпика и лирика. Во главе их стоит «Узнанная Шакунтала» или просто «Шакунтала», образчик натаки или высшей драмы. Это история взаимной любви царя Душьянты и Шакунталы, дочери нимфы Менаки и мудреца Вишвамитры. Влюблённая Шакунтала, погруженная в свои мечты, не замечает приближения святого ведийского мудреца-подвижника Дурвасы и тем навлекает на себя его гнев. Дурваса налагает на неё проклятие: царь Душьянта забудет её и только тогда вспомнит, когда увидит на ней кольцо, подаренное им. Это проклятие, остающееся сокрытым для Шакунталы, и составляет драматическую завязку пьесы. Царь отталкивает от себя свою милую, и только после ряда различных перипетий и трогательных сцен, ему попадается на глаза его кольцо; он вспоминает прошлое и, встретив в небе Индры Шакунталу, успевшую тем временем родить сына, соединяется с ней уже навеки.
Драма имеется в двух списках, названных по шрифту, которым они написаны, деванагари и бенгальский. Первый короче второго. На списке деванагари основаны издания: Бётлингка (с прозаическим немецким переводом, Бонн, 1842); Monier Williams’a, c английским переводом (Hertford, 1853, 2 изд. 1876); Буркхарда (Бреславль, 1872); Дживананда Видьясагара (Калькутта, 1880).
Литературные переводы с этого списка: английский Monier Williains’a (Hertford 1855, роскошное изд.), французский A. Bergaigne и P. Lehugeur (П. 1884), немецкий Э. Мейера (Гильдбурггаузен 1867), Лобеданца (7 изд. Лейпциг, 1884), Ф. Рюкерта (1885).
Бенгальский список издал Рихард Пишель (Киль, 2 изд. 1886); с него сделан англ. перевод Джонса (Л. 1789), нем. Фрице (Хемниц 1877) и др. Лучшие, по точности, переводы Бетлингка и Фрице. Русский перевод издан А. Путятой (Москва, 1879), датский перев. Martin Hammerich (Копенгаген, 1879).

Первым познакомил россиян с творчеством Калидасы известный русский историк и писатель Николай Карамзин, который в 1792 году перевёл «Шакунталу» с английского на русский язык. В предисловии к переводу он отметил:

«Творческий дух обитает не в одной Европе; он есть гражданин вселенной. Человек везде — человек; везде имеет он чувствительное сердце, и в зеркале воображения своего вмещает небеса и землю. Везде натура есть его наставница и главный источник его удовольствий…

Я чувствовал сие весьма живо, читая Саконталу, драму, сочинённую на индейском языке, за 1900 лет перед сим, азиатским поэтом Калидасом, и недавно переведённую на английской Виллиамом Джонсом, бенгальским судьею…»

### «Викраморваши» и «Малавика и Агнимитра»
Следующая драма Калидасы, «Викраморваши», имеет предметом миф о взаимной любви нимфы Урваши и царя Пуруравы, встречаемый уже в ведах. Третья драма Калидасы, «Малавика и Агнимитра», имеет сюжетом лёгкую любовную интригу между царем Агнимитрой и Малавикой, служанкой его жены, королевы Дхарини. Ревнивая королева скрывает свою красивую служанку от глаз супруга, который, однако, успевает открыться ей и получить её взаимность, несмотря на всевозможные хитрости и интриги Дхарини и другой королевы Иравати. В конце пьесы открывается царственное происхождение Малавики, так что главное препятствие к соединению обоих
любовников устраняется, и все кончается к общему благополучию.
Принадлежность пьесы «Малавика и Агнимитра» Калидасе долго оспаривалась, но была признана доказанной. Издания: О. Tullberg (Бонн, 1840), Shankar Pandit (Бомбей, 1869, 2 изд. 1889), Taranatha Tarkavacaspati (Калькутта, 1870), Bollensen (СПб., 1879). Переводы: англ. С. Н. Tawney (Калькутта, 1875), Gopal Raghunatha Nandargikar (Пуна, 1879); немец. А. Вебера (Б. 1856) и Л. Фрице (Лейпциг, 1882); франц. Р. Е. Foucaux (Париж, 1877). Итальянский перевод всех трёх драм: A. Marozzi, «Teatro di Calidasa» (Милан, 1871). Менее вероятна принадлежность Калидасе описательной поэмы Ртусанхара; совсем мало вероятно авторство Калидасы для поэмы Налодая (ib. 87), принадлежащей несомненно к более позднему периоду индийской литературы. То же надо сказать и о Шрутабодхе, трактате по санскритской метрике (см. «Sroutabodna, traite de prosodie sanscrite», в «Journ Asiat.» IV, 1854, отд. отт. П. 1855).

## Память

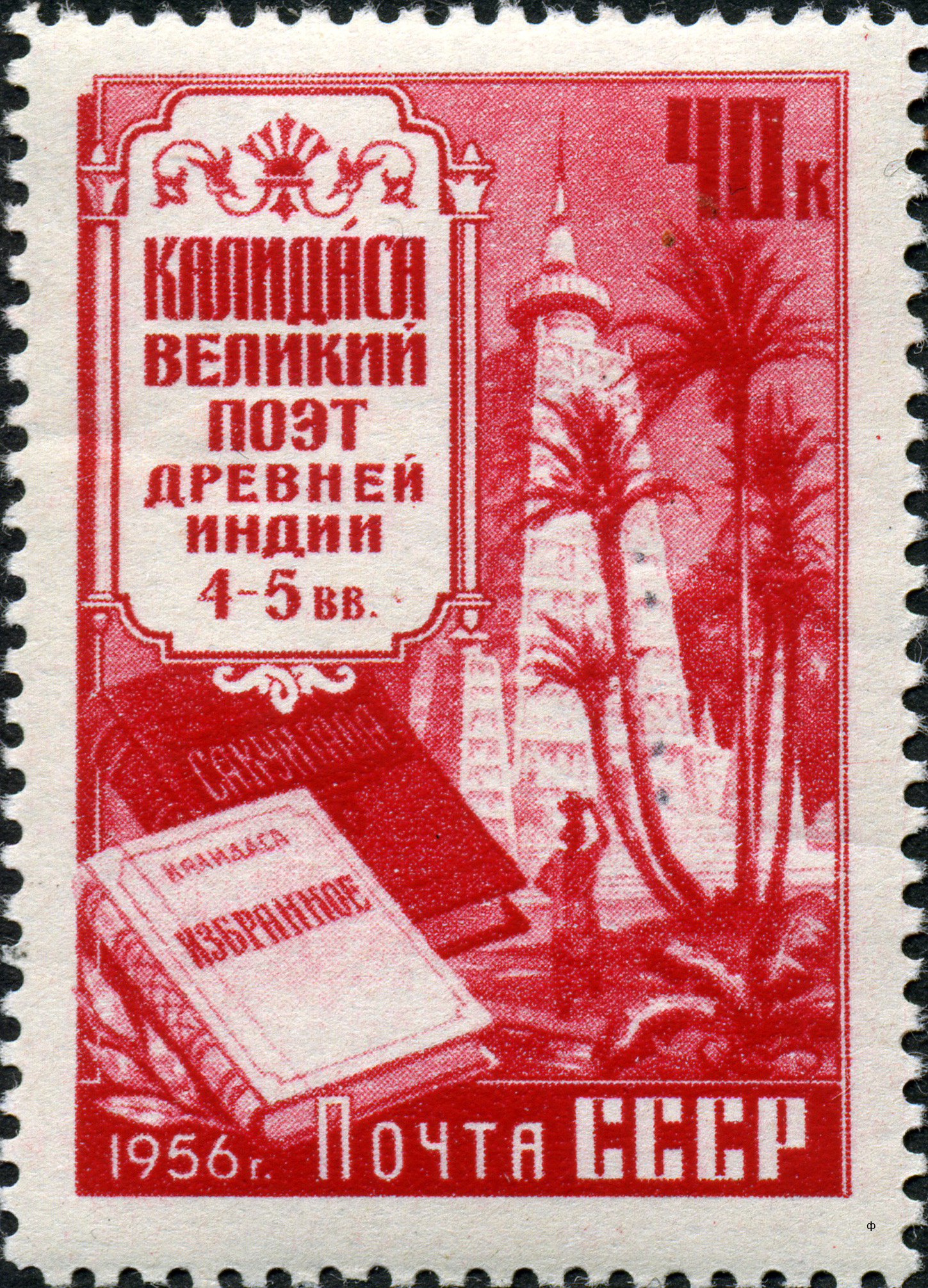
Почтовая марка СССР: Калидаса — великий поэт древней Индии

В честь Калидасы назван кратер на Меркурии.